# Tatiana Toro

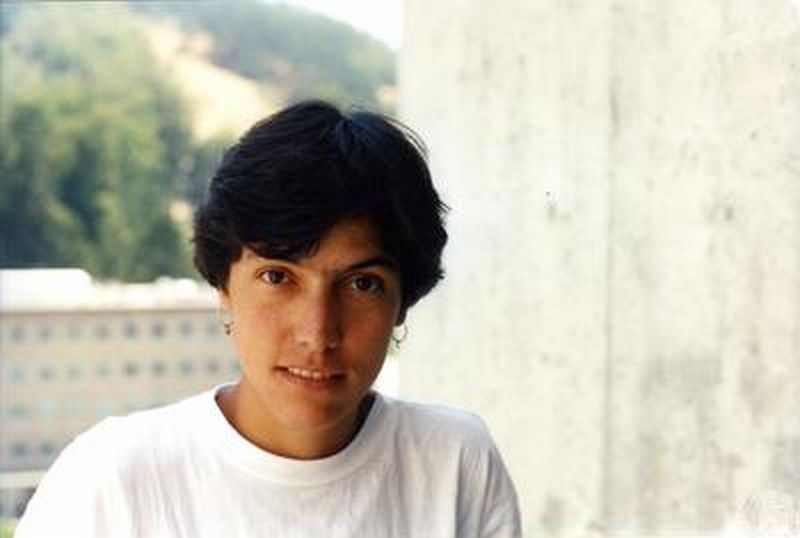
Tatiana Toro, Berkeley 1993

Tatiana Toro (* 5. Juli 1964 in Bogota) ist eine kolumbianische Mathematikerin, die sich mit Harmonischer Analysis, partiellen Differentialgleichungen und Geometrischer Maßtheorie befasst (insbesondere freie Randbedingungen und Regularitätsfragen). Sie ist Hochschullehrerin an der University of Washington.
Tatiana Toro studierte Mathematik an der Universität von Bogota und an der Stanford University, an der sie ihren Master-Abschluss erwarb und 1992 bei Leon Simon promoviert wurde (Functions in W (2,2){\displaystyle (R^{2})} have Lipschitz Graphs) 1992/93 war sie am Institute for Advanced Study und 1993/94 Morrey Assistant Professor an der University of California, Berkeley. 1994 wurde sie Assistant Professor an der University of Chicago und 1996 an der University of Washington, wo sie 1998 Associate Professor und 2002 Professor wurde. Sie war dort ab 2012 Robert R. & Elaine F. Phelps Professor in Mathematik und ist dort Craig McKibben & Sarah Merner Professor.
2005 war sie Gastprofessorin am University College London und 2001/02 Fellow am Radcliffe Institute for Advanced Study in Harvard sowie Gastprofessor in Harvard. 1997 war sie am MSRI. 
Sie war eingeladene Sprecherin auf dem Internationalen Mathematikerkongress 2010 in Hyderabad (Potential Analysis Meets Geometric Measure Theory). 2015/16 war sie Guggenheim Fellow, 2012/13 Simons Foundation Fellow und 1996 bis 2000 Sloan Research Fellow. Sie ist Fellow der American Mathematical Society, 2020 wurde sie in die American Academy of Arts and Sciences gewählt.
Seit 2022 ist sie Direktorin des  SLMath (vormals MSRI).

## Schriften
- Doubling and Flatness: Geometry of Measures, Notices of the AMS, Band 44, Oktober 1997, S. 1087–1094. Online
- mit Carlos Kenig:  Free Boundary Regularity for Harmonic Measures and Poisson Kernels, Annals of Math., Band 150, 1999, S. 369–454.
- Surfaces  with  generalized  second  fundamental  form  in L2 are  Lipschitz  manifolds, J. Diff. Geom., Band 39, 1994, S. 65–101
- Geometric conditions and existence of bilipschitz parameterizations, Duke Math. J., Band 77, 1995, S. 193–227.
- mit Guy David: Reifenberg parameterizations for sets with holes, Memoirs of the AMS 215, 2012
- mit Guy David: Regularity of almost minimizers with free boundary, Calculus of Variations and Partial Differential Equations, Band 54, 2015, 455–524, Arxiv